# 余命
《余命》是日本作家谷村志穂的小說。2008年攝製成同名電影，於第21屆東京國際電影節「日本電影·視點」單元首映。

## 故事
作為醫生的滴，結婚10年後懷孕了。可是，到來的不僅僅是幸運。在喜悅的同時，曾經罹患乳癌的滴注意到了癌症的復發。是對孩子死心專心致志治療，還是即使加快癌細胞擴散也要進行生育，滴作出了決斷。瞞著眾人，向母親之路走去。不過，癌也不斷侵蝕滴的身體…。

## 登場人物
百田 滴
外科學醫生。38歳。出生和成長都在東京、不過母親是奄美大島出身、母親因胰腺癌去世。24歳時医師国家試験合格。年輕時罹患乳腺癌，摘除了右乳房。在結婚第10年時發現妊娠。在喜悅的同時，注意到癌症復發的事。
百田 良介
滴的丈夫。滴在醫大的同級生。北海道出身。
保井 きり子
滴在研修医時期唯一的友人。
吉野 晃三
和妻子秀實經營著「吉」咖啡屋。
光
滴的表親。住在加計呂麻島。護理人員。
木梨 三千男
腦癌復發，小兒科病棟住院中的16歲的少年。與年幼的孩子們同一病房感到焦躁，攻擊罵人。
百田 瞬太
滴和良介的孩子。

## 電影

### 主要演員
- 百田滴：松雪泰子
- 百田良介：椎名桔平
- 百田瞬太：林遣都
- 保井きり子：奧貫薰
- 宮里光：市川實和子
- 吉野晃三：二階堂智
- 女医：かとうかず子
- 吉野秀実：宮崎美子
- 諸井康平：橋爪功

### 製作人員
- 企画：河原れん
- 製作：細野義朗、島本雄二、高田佳夫、若杉正明、吉鶴義光、大宮敏靖
- 製片人：岩倉達哉、久保理茎
- 監督補：川原圭敬
- 助監督：宮本忠栄
- 製作：2008 『余命』 製作委員会（S・D・P、電通、札幌電視台、青森朝日放送、東日本放送、山形放送、山形電視台、TV新潟放送網、靜岡第一電視台、北陸朝日放送、三重電視台、西日本放送、廣島HOME電視台、福岡放送、熊本縣民電視台、鹿兒島放送等）

## 電視劇
《白衣的眼淚》為2013年4月1日起播出的東海電視台午間劇，是為此小說改編的電視劇，分成三部分，第一部主演為水野美紀，第二部主演為平山綾、第三部主演為石黑英雄。

### 主要演員
- 百田滴（38）：水野美紀
- 百田良介：永井大
- 大塚範一
- 西尾由佳理
- 汐見花：平山綾
- 百田瞬太：石黑英雄

### 製作人員
- 企画：中島資太
- 編劇：古林實夏（一）、金谷祐子（二）
- 製片人：服部宣之（一、三）（東海電視台）、河角直樹（一～三）（國際放映）、 松本圭右（二）（東海電視台）、高江洲義貴（二）（國際放映）、小俣繪梨（三）（國際放映）
- 監督：皆川智之（一）、藤木靖之（一）、奧村正彥（二）、星田良子（三）
- 製作：東海電視台、國際放映

| 日本東海電視台 午間劇                           | 日本東海電視台 午間劇                                   | 日本東海電視台 午間劇 |
| ----------------------------------------------- | ------------------------------------------------------- | --------------------- |
|                                                 | 白衣之淚 （2013年4月1日 - 2013年6月28日）               |                       |
| 爭執門開幸福來 （2013年1月7日 - 2013年3月29日） | 抓住明日的光 -2013 夏- （2013年7月1日 - 2013年8月30日） |                       |

## 外部連結
- 新潮社「余命」
- 電影官方網站
- 電視劇官方網站 （页面存档备份，存于）